# 阿姆里斯維爾

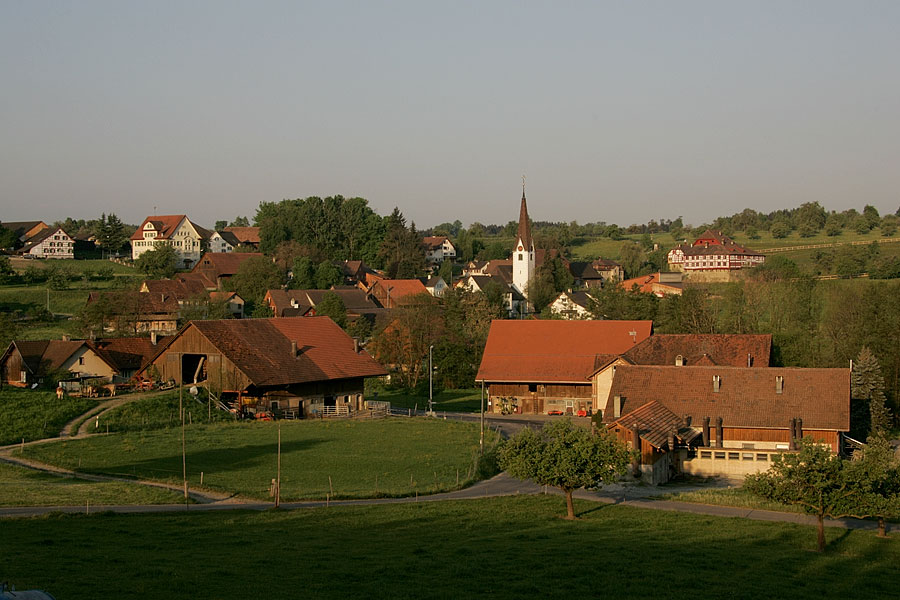

阿姆里斯維爾（Amriswil）是瑞士的城鎮，位於該國東北部，由圖爾高州負責管轄，面積19.02平方公里，海拔高度437米，2011年人口12,315，其中信奉羅馬天主教和基督教的居民各佔三成。